# Mentor (slaaf)

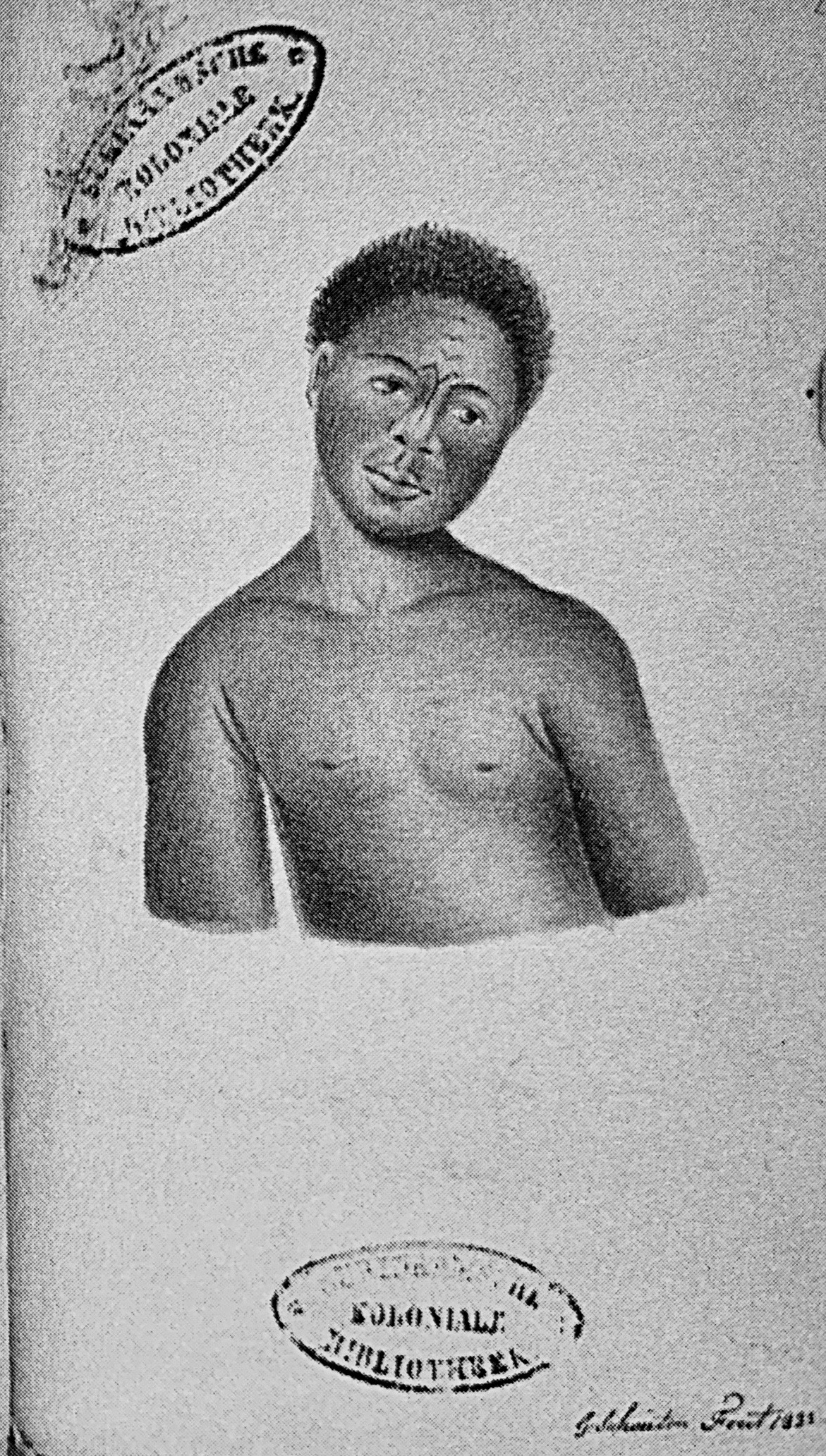
Portret van Mentor gemaakt door Gerrit Schouten op 24 januari 1833

Mentor (Guinee, ca. 1812 - Paramaribo, 26 januari 1833) was een van de Surinaamse slaven die in 1832 vanwege de zware straffen die hun na een licht vergrijp zouden wachten, niet naar huis terugkeerden en zich in het "Picornobosch" vlak buiten Paramaribo verstopten. Van daaruit begaven zij zich naar de stad om middels kleine diefstallen in hun onderhoud te voorzien. 
Op 3 september 1832 stichtten zij brand in de winkel van Monsanto, om in de verwarring bakkeljauw en pekelvlees te kunnen stelen. Door de straffe wind sloeg de brand snel over naar andere panden en die dag en de daaropvolgende werd een groot deel van de houten stad in de as gelegd. Mentor werd samen met Kodjo en Present aangemerkt als de voornaamste aanstichters en veroordeeld tot de brandstapel. De executie werd op 26 januari 1833 voltrokken op de plaats van het begin van de brand. In het jaar 2000 kreeg deze plek de naam Kodjo, Mentor en Presentpren. 
Volgens Marten Douwes Teenstra, die de veroordeelden twee dagen voor de uitvoering van de doodstraf bezocht in de gevangenis, was Mentor ongeveer 20 jaar oud en geboren in de kuststreek van Guinee. Hij was de grootste van de drie hoofdverdachten, had een blauwe tatoeage boven zijn neus en op zijn voorhoofd en littekens op zijn billen, veroorzaakt door eerdere straffen. 
Mentor was eigendom van J.H. Wagner, voordat hij wegliep en had als bijnaam 'Geluk'.